# Харківський апеляційний господарський суд

Юрисдикція суду

Ха́рківський апеляці́йний господа́рський суд — колишній апеляційний господарський суд загальної юрисдикції, розміщений у місті Харкові. Юрисдикція суду поширювалася на Полтавську, Сумську та Харківську області.
Утворений 2001 року.
У зв'язку з тимчасовою окупацією окремих районів Донецької та Луганської областей, Харківський апеляційний господарський суд також розглядав справи, підсудні Донецькому апеляційному господарському суду.
Суд здійснював правосуддя до початку роботи Східного апеляційного господарського суду, що відбулося 3 жовтня 2018 року.

## Керівництво
Голова суду — Тихий Павло Володимирович
 Заступник голови суду — Крестьянінов Олексій Олександрович
 Керівник апарату — Ковальова-Мінаєва Олена Петрівна.

## Показники діяльності у 2015 році
- Перебувало на розгляді справ — 6322
  - надійшло у 2015 році — 5842
- Розглянуто — 4418[9]